# バブー (敬称)
バブー（babu）は、インドにおいて、英語の「ミスター」に相当するものとして用いられる男性への敬称。19世紀に、イギリスの文化を表面上模倣しているだけの書記や下級役人などのインド人をイギリス人が皮肉と軽蔑を込めて「バブ」と呼ぶようになったことから、蔑称の意味も持つ。
ヒンディ語で「父」を意味する「bābū 」に由来するとされ、ヒンディ語とともにベンガル語でも男性への敬称として用いられる。また、インド人紳士を意味したり、多少英語がわかるインド人男性を指して軽蔑的に言及する場合などにも用いられる表現とされ、さらに、現地化してヨーロッパ人らしくなくなったイギリス人をこのように呼ぶこともあったという。

## 公務員
イギリス領インド帝国において、「バブー (babu)」は、しばしばインド人事務官を意味する言葉として用いられた。この言葉を固有名詞に付けることは、「ミスター」に相当する敬意を表すものとされ、さらに「バブージ (babuji)」が各地で「サー」に相当する敬意を表すものとして用いられた。20世紀初頭以降には、バブーという言葉は、インド行政職 (IAS) など政府官僚に対して軽蔑的に用いられることも多くなり、特にインドのメディアがこの言葉を多用し、さらにインドの官僚制を指して「バブーダム (babudom)」と呼んだり、「バブーによる支配 (rule of babus)」といった表現も用いられる。